# Dysphaea lugens
Dysphaea lugens är en trollsländeart som först beskrevs av Selys 1873.  Dysphaea lugens ingår i släktet Dysphaea och familjen Euphaeidae. IUCN kategoriserar arten globalt som livskraftig. Inga underarter finns listade i Catalogue of Life.